# أوقستي ميتز
أوقستي ميتز (بالفرنسية: Auguste Metz)‏ هو محامي وسياسي لوكسمبورغي، ولد في 8 أغسطس 1812 في لوكسمبورغ في لوكسمبورغ، وتوفي في 22 يونيو 1854.